# Saint-Gervais-en-Belin
Saint-Gervais-en-Belin ist eine ehemalige französische Gemeinde mit 1991 Einwohnern (Stand: 1. Januar 2022) im Département Sarthe in der Region Pays de la Loire. Sie gehörte zum Arrondissement Le Mans. Die Bewohner werden Gervaisiens und Gervaisiennes genannt.
Der Erlass des Präfekten vom 16. September 2024 legte mit Wirkung zum 1. Januar 2025 die Eingliederung von Saint-Gervais-en-Belin zusammen mit der früheren Gemeinde Laigné-en-Belin ohne Status einer Commune déléguée zur Commune nouvelle Laigné-Saint-Gervais fest.

## Geografie

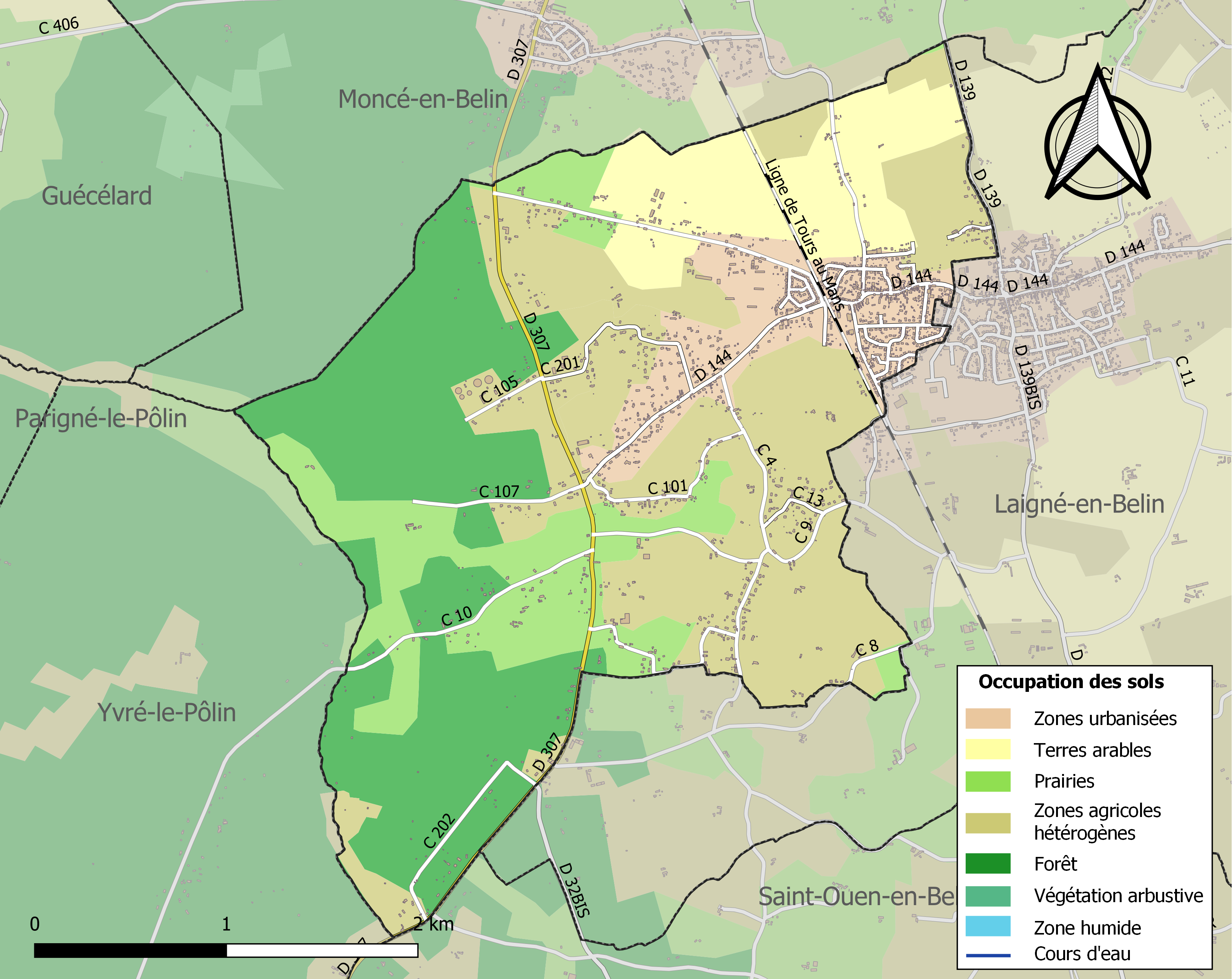
Bodennutzung und Infrastruktur von Saint-Gervais-en-Belin (2018)

Saint-Gervais-en-Belin liegt etwa 15 Kilometer südlich von Le Mans in der Landschaft Maine blanc der historischen Provinz Maine. Das Ortsgebiet wird entwässert vom zeitweise trockenfallenden Ruisseau de Lunérotte, der es im Norden begrenzt, vom Flüsschen Erips, das es von Ost nach West durchquert, und vom Ruisseau des Fillières, der es im Südwesten begrenzt, sowie von kleineren Wasserläufen. Die Bebauung von Saint-Gervais-en-Belin geht fließend in den östlich angrenzenden Ortsteil Laigné-en-Belin über. Das Zentrum befindet sich auf einer Höhe von etwa 60 m. Das Relief des Ortsgebiets ist relativ flach mit leichten Erhöhungen von über 60 m im Südwesten. Die minimale Erhebung von 40 m wird im äußersten Westen beim Austritt des Ruisseau des Fillières aus dem Ortsgebiet gemessen.
Teile des Gebiets von Saint-Gervais-en-Belin im Westen gehören zur ZNIEFF-Naturzone „Bois de Moncé et de Saint-Hubert“ (520016178). Rund 61 % der Fläche von Saint-Gervais-en-Belin werden landwirtschaftlich genutzt, rund 29 % sind bewaldet, hauptsächlich im Westen mit einem Anteil an den Wäldern Bois de Moncé und Bois de Saint-Hubert, rund 10 % entfallen auf bebaute Flächen (Stand: 2018).
Umgeben wird Saint-Gervais-en-Belin von der Nachbargemeinde Moncé-en-Belin im Norden und Westen, dem Ortsteil Laigné-en-Belin im Osten und Südosten sowie den Nachbargemeinden Saint-Ouen-en-Belin im Süden und Yvré-le-Pôlin im Südwesten.

## Geschichte
Das Dorf Saint-Gervais-en-Belin ist alt, da dort Überreste aus der gallischen und gallorömischen Zeit gefunden wurden. Sein Name taucht zum ersten Mal in der Geschichte im Jahr 752 auf. Im Mittelalter war das Leben des Dorfes eng mit der Geschichte der Herren von Belin verbunden.

## Bevölkerungsentwicklung
| Jahr                       | 1962 | 1968 | 1975 | 1982 | 1990 | 1999 | 2006 | 2013 | 2020 |
| -------------------------- | ---- | ---- | ---- | ---- | ---- | ---- | ---- | ---- | ---- |
| Einwohner                  | 753  | 746  | 939  | 1363 | 1655 | 1764 | 1814 | 2115 | 2004 |
| Quellen: Cassini und INSEE |      |      |      |      |      |      |      |      |      |

## Sehenswürdigkeiten
- Kirche Saint-Gervais-et-Saint-Protais